# Venyukovioidea
Infra-ordre
Synonymes
- Venjukovioidea,
- Venjukovoidea

Familles de rang inférieur
- † Otsheridae
- † Venyukovidae

Les Venyukovioidea sont un infra-ordre fossile de thérapsides anomodontes ayant vécu au Permien en Russie.

## Liste des genres
Il comprend les genres :
- † Otsheria
- † Venyukovia
- † Ulemica
- † Suminia

## Classification
Les Venyukovioidea et les Dromasauria étaient traditionnellement considérés comme les deux principaux groupes d'anomodontes basaux. Des études plus récentes considèrent que le taxon Dromasauria est paraphylétique. On pense que les  Venyukovioidea descendent d'anomodontes basaux en Afrique et ont subi une radiation évolutive en Russie.